# Padalište
Pemishtë en albanais et Padalište en serbe latin (en serbe cyrillique : Падалиште) est une localité du Kosovo située dans la commune/municipalité de Skenderaj/Srbica et dans le district de Mitrovicë/Kosovska Mitrovica. Selon le recensement kosovar de 2011, elle compte 390 habitants, dont une majorité de Albanais.
Le village est également connu sous le nom albanais de Padalishtë.

## Démographie

### Évolution historique de la population dans la localité
| 1948 | 1953 | 1961 | 1971 | 1981 | 1991 | 2011 |
| ---- | ---- | ---- | ---- | ---- | ---- | ---- |
| 317  | 349  | 409  | 551  | 716  | 846  | 390  |

|  |